# Діорама «Штурм Сапун-гори 7 травня 1944 року»
Діорама «Штурм Сапун-гори 7 травня 1944 року» — це найбільший твір сучасного батального живопису. Пам'ятник подіям, під час яких радянські війська захопили Севастополь, утримуваний німецькими військами. Відкриття діорами відбулося 4 листопада 1959 року.

## Опис

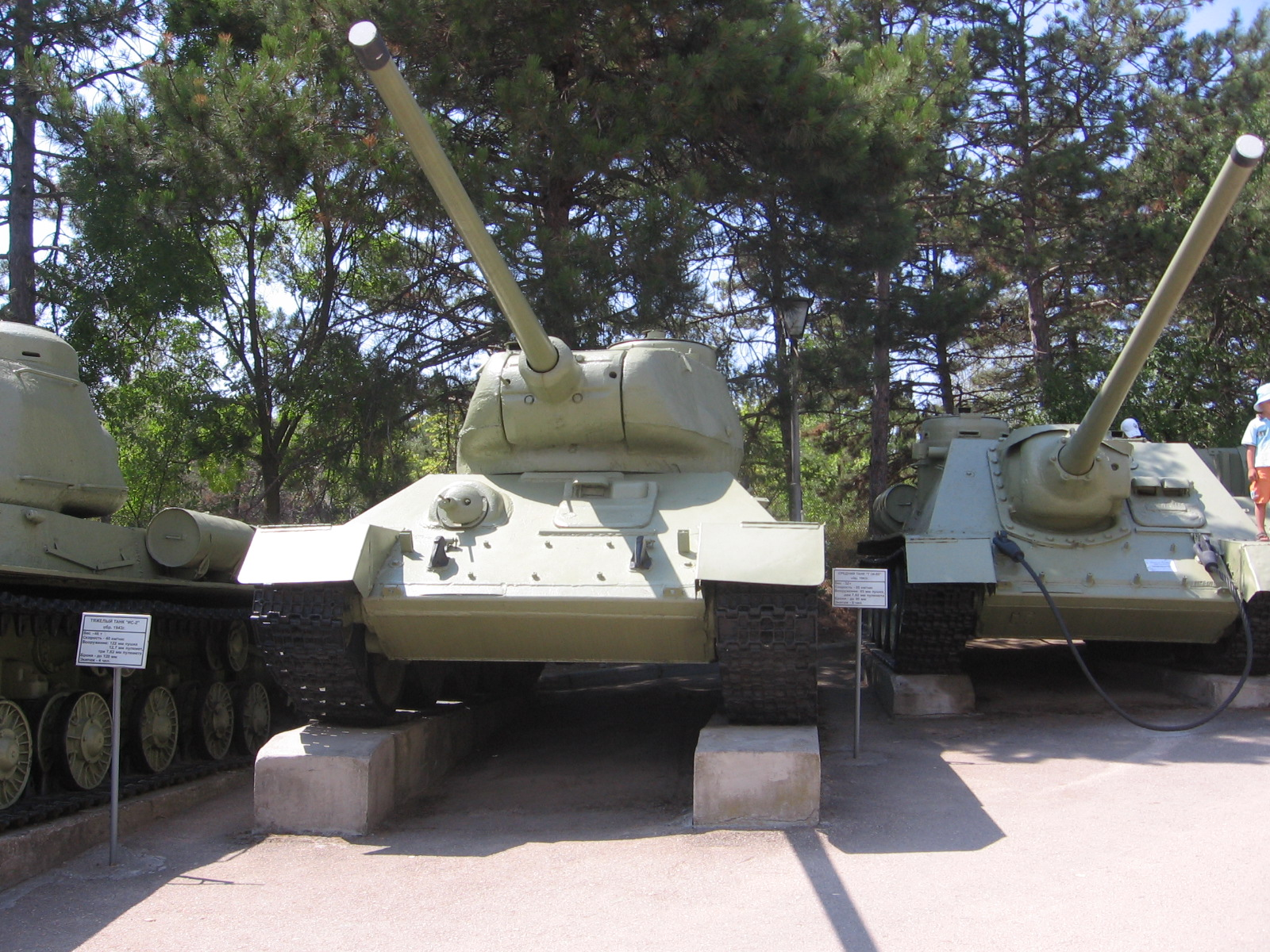
Зразки військової техніки періоду Великої Вітчизняної війни перед будівлею діорами.

За шість кілометрів на схід від Севастополя, на вершині Сапун-гори, поруч із величним пам'ятником Слави підноситься суворе напівкругла будівля. На другому поверсі будівлі розміщена найбільша у світі діорама — «Штурм Сапун-гори 7 травня 1944 року». На першому поверсі — експозиційні зали, експонати яких розповідають про оборону міста в 1941—1942 рр. і звільнення його у травні 1944 року. Перед будівлею експонуються зразки військової техніки та озброєння періоду Великої Вітчизняної війни.
Живописне полотно — основний елемент діорами — розташовано півколом попереду оглядового майданчика. Між мальовничим полотном і оглядовим майданчиком встановлений предметний план, що становить із мальовничим полотном як би одне ціле. Це створює ілюзію глибини простору, підсилює відчуття реальності, достовірності зображених подій.
У діорамі «Штурм Сапун-гори» вперше в образотворчому мистецтві фігури людей на передньому плані мальовничого полотна написані в їхніх природних розмірах. А предмети натурного плану — це залишки справжніх оборонних споруд, зброя і спорядження супротивника. Вперше струнка композиція однієї картини охоплює оперативний масштаб спільних дій наступаючих радянських армій, авіації і флоту.
Довжина мальовничого полотна 25,5 м, висота 5,5 м, площа предметного (натурного) плану 83 м².
На діорамі зображений кульмінаційний момент штурму Сапун-гори військами 51-ї і Приморської армій, відображений масовий героїзм радянських воїнів-визволителів Севастополя. Герої мальовничого полотна діорами, зображені на передньому полон, — реальні люди, деякі з них мають повну портретну схожість. На предметному плані — зброя і предмети бойового спорядження ворога, уламки залізобетонних оборонних споруд, зібрані на місцях боїв за Севастополь.

## Історичні події
Звільнення Криму почалося 8 квітня 1944 року. Радянські війська прорвали лінію фронту в північній його частині та на Керченському півострові. Незважаючи на запеклий опір ворога, кільце оточення невблаганно стискалося. 16 квітня радянські війська вийшли до основного оборонного рубежу противника в районі Севастополя.
На підступах до міста ворог створив потужну, глибоко ешелоновану оборону, в якій ключову позицію займала Сапун-гора. На її крутих східних схилах із прямовисними скелями гітлерівці обладнали від 3 до 4 ліній траншей, побудували ДОТи і ДЗОТи, залізобетонні укриття і бліндажі, встановили дротяні загородження, а долину біля підніжжя гори перетворили на мінне поле. Гітлерівське командування вимагало утримати Севастополь будь-яку ціну.
Перед радянські військами стояла відповідальне завдання: вивчити оборону противника, вимотати і знекровити ворога, а потім рішучим штурмом звільнити Севастополь. Важлива роль при цьому відводилася артилерії та авіації, які мали не допустити перекидання німецьких військ морським комунікацій.
7 травня 1944 о 10 годині 30 хвилин радянські війська перейшли в наступ на ділянці Сапун-гора — Карань. По всьому фронту зав'язалися кровопролитні бої. Особливо запеклими вони були в районі Сапун-гори, де годинами тривав бій за кожну траншею. Тисячі бійців і командирів проявили в цей день небачений героїзм. І хоча ворог люто чинив опір, на окремих ділянках по кілька разів переходив у контратаку, ніщо вже не могло зупинити потужного натиску радянських військ. О 19 годині 30 хвилин першими вийшли на гребінь Сапун-гори воїни 77-ї і 32-ї гвардійської стрілецьких дивізій.
На кінець дня 9 травня був повністю звільнений Севастополь. 12 травня в районі мису Херсонес капітулювали залишки німецько-фашистського угруповання. Кримська операція закінчилася блискучою перемогою радянських військ.

## Створення діорами
У 1956—1957 роках заслужений діяч мистецтв РРФСР, пізніше народний художник СРСР П. Т. Мальцев написав картину «Штурм Сапун-гори», що отримала високу оцінку на Всесоюзній художній виставці в честь 40-річчя Радянських Збройних Сил. Це твір пізніше послужив основою для створення нинішньої діорами — «Штурм Сапун-гори 7 травня 1944 року».
Її автори — художники студії імені М. Б. Грекова П. Т. Мальцев, Г. І. Марченко і М. С. Присєкін. Військовим консультантом був Герой Радянського Союзу капітан I рангу у відставці Г. В. Терновський. Протягом семи місяців вони працювали над мальовничим полотном (5,5 × 25,5 м) і предметним планом площею 83 м². На мальовничому полотні й натурному плані писалися фігури людей і предмети розміщувалися у натуральну величину, і це, у поєднанні з великою майстерністю художників, давало повне уявлення про зображувані події.
Виразність сприйняття посилювало вдале колірне рішення. Вся місцевість залита сонцем, але промені його проникають крізь пелену диму, пилу і гару. Струнка, енергійна, насичена динамікою композиція картини передає нищівну стрімкість наступаючих і їхня згуртованість, охоплює масштаб спільних дій радянських армій, авіації і флоту.
У серпні 1959 року обидві частини батального твори з Москви доставили в Севастополь і розмістили в спеціально побудованому напівкруглому будинку.
Будівля діорами знаходиться в західній частині меморіального комплексу «Сапун-гора», побудована за проектом архітектора В. П. Петропавловського на напрямі головного удару військ 4-го Українського фронту, що звільняли Севастополь, і утворює з пам'ятником Слави воїнам-визволителям і Вічним вогнем, меморіальними стінами, що обрамляють із трьох боків майданчик навколо пам'ятника, єдиний архітектурний ансамбль.
Урочисте відкриття діорами відбулося 4 листопада 1959 року. З того моменту і до кінця 80-х років її відвідало 15 млн осіб. У 1999 році був зареєстрований 24-мільйонний відвідувач — московська школярка Надя Скопінцева.

## Композиція
Увійшовши на оглядовий майданчик, глядач переноситься в 7 травня 1944 року. Перед глядачем відкривається панорама місцевості від висоти Цукрова головка до Балаклави. За задумом художників, глядач перебуває на схилі Сапун-гори.
Друга половина дня 7 травня 1944 року. В єдиному пориві штурмують ворожі укріплення піхотинці, сапери, танкісти, артилеристи. У повітрі зав'язався бій винищувачів. На морі, в районі Балаклави, радянські катери, підтримувані морською авіацією, знищують кораблі супротивника.
Штурм Сапун-гори триває вже більше семи годин. Вершина близька, але найважчі кроки до неї — останні. Бій іде за кожну траншею, за кожний виступ скелі. На передньому плані картини — штурмові групи 11-го гвардійського і 63-го стрілецьких корпусів, долають останні зміцнення ворога перед гребенем Сапун-гори.

### Жанрові сцени
Один за одним з'являються перед глядачем безсмертні подвиги визволителів Севастополя. Зліва, з пістолетом у витягнутій руці зображений комсорг батальйону Віталій Комісарів. Незважаючи на поранення, він змінив вбитого в бою командира роти і підняв бійців на штурм фашистської батареї.
Праворуч, у станкового кулемета, — відважний воїн Кузьма Москаленко. У той день Москаленко придушив вогонь чотирьох ворожих кулеметів і одним із перших вийшов на гребінь Сапун-гори. Перед ним у воронці від снаряда розірвався, зайняв позицію снайпер старшина Микола Морятов. Понад двох десятків гітлерівців убив він під час штурму.
У боях за Севастополь брали активну участь і відважні радянські жінки — медсестри, зв'язківки, санітарки. На картині у морській формі зображена санінструктор Євгенія Дерюгіна — колишня студентка суднобудівного технікуму. У період із 3 по 7 травня Женя винесла з поля бою 80 поранених бійців. Вона загинула від кулі фашистського снайпера.
На полотні зображений діорами уйгур Дадаш Бабажанов, який дає клятву своєму вмираючому товаришеві, моряку Семену Машкевичу, що помститься ворогові за його смерть. І слово він дотримав: у боях за Севастополь Бабажанов особисто знищив 17 гітлерівців.
У центрі картини — група бійців на напівзруйнованому ворожому доті. Попереду, високо піднявши над головою автомат, веде за собою воїнів лейтенант Михайло Головня. Шлях до вершини розчищає влучним кулеметним вогнем прославлений розвідник старший сержант Микола Гунько.
Праворуч, на передньому плані мальовничого полотна, відображений безсмертний подвиг сапера Федора Скорятіна, ціною свого життя проклав останній прохід до ворожого бліндажа. Сюди кинулися бійці на чолі з лейтенантом Сахаровим. Він захоплений боєм і не бачить, як ворожий автоматник цілиться в нього з-за укриття. Гвардії рядовий Ашот Маркарян закриває собою командира і гине.
Поруч кидає гранату у ворожий бліндаж рядовий Ілля Полікахін. Він важко поранений у голову, проте продовжував битися і одним із перших прорвався до гребеню Сапун-гори. З групою розвідників І. Полікахін брав участь також у вуличних боях, разом із Н. Гунько та М. Головний поставив червоний прапор на будівлі севастопольської метеостанції.
Попереду атакуючих йдуть прапороносці. Падає смертельно поранений парторг роти Євген Смеловіч, але прапор підхоплює рядовий Іван Яцуненко і підводиться з ним на гребінь Сапун-гори. Майже одночасно встановили червоні полотнища на підкореній висоті рядові В. Євглевський, В. Дробязко, сержанти А. Курбанов, М. Соснін, О. Тимофєєв та інші воїни.
У глибині картини, праворуч, де діють радянські вогнеметники, лейтенант Михайло Дзигунський закриває своїм тілом амбразуру ворожого ДОТу. Останній опорний пункт взято. Одне за одним виходять на вершину гори підрозділу капітана Н. Жилова, старшого лейтенанта П. Калініченко, гвардії лейтенанта О. Заболотського, молодшого лейтенанта В. Громакова та інші.
З пістолетом у руці зображений старший лейтенант Василь Жуков — він піднімає бійців своєї роти назустріч контратаці противника. Відважний командир загинув в одній із рукопашних сутичок на підступах до Севастополя.

### Предметний план
Загальне враження картини бою посилює предметний план, що заповнює восьмиметрової відстань від оглядового майданчика до мальовничого полотна. Тут відтворено справжній рельєф місцевості, поритої снарядами і бомбовими вирвами, споруджені в натуральну величину ворожі бліндажі, траншеї, лежить трофейна зброя, осколки, гільзи. На двох вмонтованих мальовничих вставках зображені сержант Сергій Єлагін (він бере в полон фашистського солдата) і старшина Микола Супрягін, який у рукопашній сутичці змушує гітлерівця скласти зброю.